# Raoul V. Le Flamenc
Raoul (V.) Le Flamenc (fl. letztes Viertel des 13. Jahrhunderts) war ein picardischer Baron und Marschall von Frankreich. 

## Leben
Raoul (V.) Le Flamenc war der Sohn von Raoul (IV.) Le Flamenc, Seigneur de Cany, Varesnes, Beaulincourt, und Marie (de Créquy, wohl 4. Tochter von Baudouin de Créquy).
Er nahm 1285 am Aragonesischen Kreuzzug des Königs Philipp III. teil. Er wurde zum Marschall von Frankreich ernannt und übte dieses Amt 1287 neben Jean II. d’Harcourt aus.

## Nachkommen
Raoul Le Flamenc heiratete in erster Ehe Helvide de Conflans, Tochter von Eustache de Conflans, Seigneur de Conflans et de Mareuil, Marschall von Champagne, und Helvide de Thourotte. In zweiter Ehe heiratete er Jeanne de Chaumont, die 1299 in Morfontaine bestattet wurde. Seine Kinder sind:
- Raoul (VI.) Le Flamenc, X 14. Juli 1302 in der Sporenschlacht, Seigneur de Cany et de Verpillières; ⚭ Eleonore de Hangest († nach 1336), Tochter von Aubert de Hangest, Seigneur de Genlis, und Agnès de Bruyères
- Jean Le Flamenc († 1297), Seigneur de Carempuy[2]
- Isabelle Le Flamenc; ⚭ Jean[3] de Guny, Seigneur d’Esmevilly
- Florence Le Flamenc; ⚭ Gilles de Douai († um 11. März 1320), Seigneur de Wasquehal, Châtelain von Douai
- Marguerite Le Flamenc; ⚭ Pierre de Moy, Seigneur d’Aussonvilliers (Anseauvillers) en Beauvaisis
- Jeanne Le Flamenc; ⚭ um 1280 Thomas, 1280 Seigneur de Cantin/Cantaing, de Marcoing et de Mavières